# Burg Český Šternberk
Die Burg Český Šternberk (Böhmisch Sternberg) befindet sich in Český Šternberk auf einem mächtigen Felsvorsprung im Tal des Flusses Sázava, ungefähr 50 Kilometer südöstlich der Prager Altstadt am historischen Hauptweg nach Brünn. Sie befindet sich im Besitz der Grafen von Sternberg. Die Burg kann besichtigt werden.

## Geschichte
Die Burg wurde im Jahre 1241 von Zdeslav von Diwischau auf seinen Besitzungen errichtet, der sich danach Zdeslav von Sternberg nannte. Die Burg befindet sich seit 1241 mit zwei Unterbrechungen (1712 bis 1841 und 1949 bis 1991) bis heute im Eigentum des mit der böhmischen Geschichte eng verbundenen Hauses Sternberg. Derzeitiger Eigentümer der Burg ist Zdeněk (Zdenko) Sternberg, der die Burg mit seiner Familie bewohnt.
Český Šternberk wurde im frühgotischen Baustil errichtet. Es war eine der ersten Burganlagen Böhmens, die in Massivbauweise aus Stein errichtet wurden. 1467 wurde die Burg durch hussitische Truppen unter dem böhmischen Wahlkönig Georg von Podiebrad erobert und zerstört, da sein einstiger Verbündeter Zdenko von Sternberg, ein Verwandter von Georgs verstorbener Frau Kunigunde von Sternberg, sich von ihm abgewandt hatte und nun die Grünberger Allianz anführte, die Georgs Sturz betrieb.
Es erfolgte ein Wiederaufbau im spätgotischen Stil. Der letzte wesentliche Umbau, die Barockisierung einiger Innenräume, erfolgte im 17. Jahrhundert. Die barocken Stuckaturen im Rittersaal, in der Sebastianskapelle und im Gelben Salon wurden von Carlo Brentano von 1660 bis 1667 geschaffen. Die Burg verfügt über eine umfangreiche Sammlung von über 550 Graphiken zum Thema Dreißigjähriger Krieg. Im Rittersaal hängen Porträts von Heerführern des Dreißigjährigen Krieges, im Speisesaal zahlreiche Ahnenbilder der Familie Sternberg.
Ab 1712 gelangte die Burg in die Hände anderer Familien, doch 1841 konnte Graf Zdeniek Sternberg aus der Konopischter Linie den Stammsitz zurückkaufen, was ihm möglich wurde, weil in seiner Herrschaft Radnitz ein Steinkohlebergwerk erschlossen wurde.
Anfang des 20. Jahrhunderts wurden in die Burg technische Einrichtungen (Wasserleitung, Badezimmer, Zentralheizung, Elektrifizierung) eingebaut. Nach der Gründung der Tschechoslowakei im Jahr 1918 erfolgte eine Landreform, bei der Teile des Besitzes abgegeben wurden. Im Protektorat unter deutscher Besatzung wurden die sternbergischen Güter unter Zwangsverwaltung gestellt, weil Graf Georg Doulas Sternberg (1888–1965) in den Jahren 1938 und 1939 Solidaritätserklärungen des böhmischen Adels mit der tschechoslowakischen Regierung unterschrieben hatte. Der Graf wurde als Zwangsarbeiter zum Bau der Autobahn Prag-Brünn geschickt. In der Dritten Tschechoslowakischen Republik zwischen 1945 und 1948 erhielt er seinen Besitz zurück, doch nach der kommunistischen Machtübernahme in der Tschechoslowakischen Republik (1948–1960) wurde der Besitz im Januar 1949 enteignet. Aufgrund des Ansehens des Grafen in der Bevölkerung durfte er jedoch vorerst auf dem Schloss wohnen bleiben und sich als staatlicher Kastellan und Fremdenführer betätigen, während sein Sohn Zdenko (Zdeněk) für fünf Jahre zur Zwangsarbeit in die Kohlegruben von Brüx und Mährisch-Ostrau geschickt wurde. Während des Prager Frühlings 1968 floh er mit seiner Familie aus dem Land und lebte dann in Wien.
Nach der Samtenen Revolution von 1989 erhielten diejenigen böhmischen Adelsfamilien ihren Besitz zurück, die in der Zwischenkriegszeit die tschechoslowakische Staatsangehörigkeit besessen hatten, darunter auch die Grafen Sternberg. Daher wurden nach 1990 der Familie einige Besitzungen zurückübertragen, darunter die Burg Český Šternberk an Graf Zdeněk Sternberg, ferner Schloss Častolovice und Schloss Jemniště an andere Familienmitglieder.

Bildergalerie
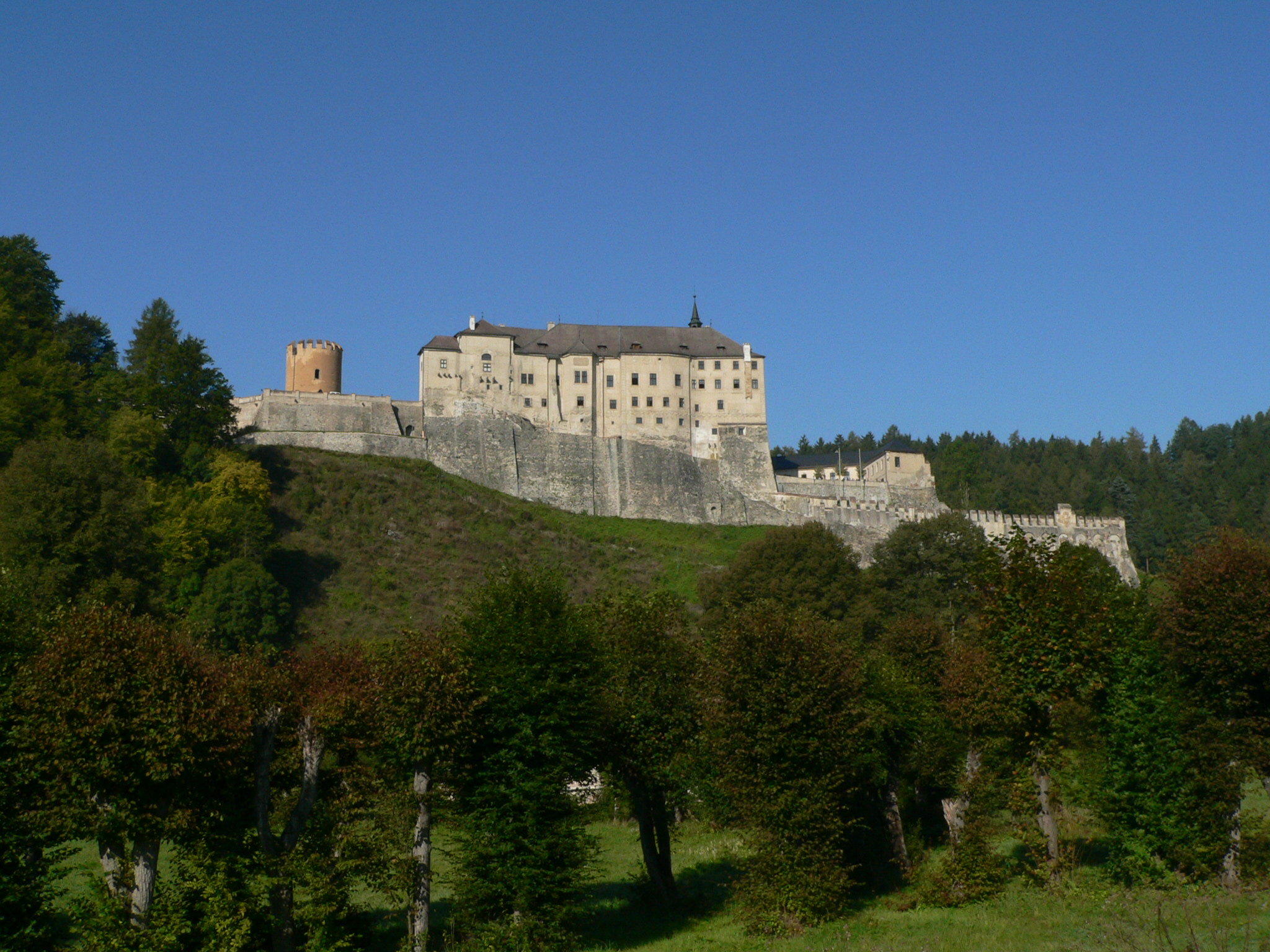
Blick auf die Burg vom Ufer der Sázava
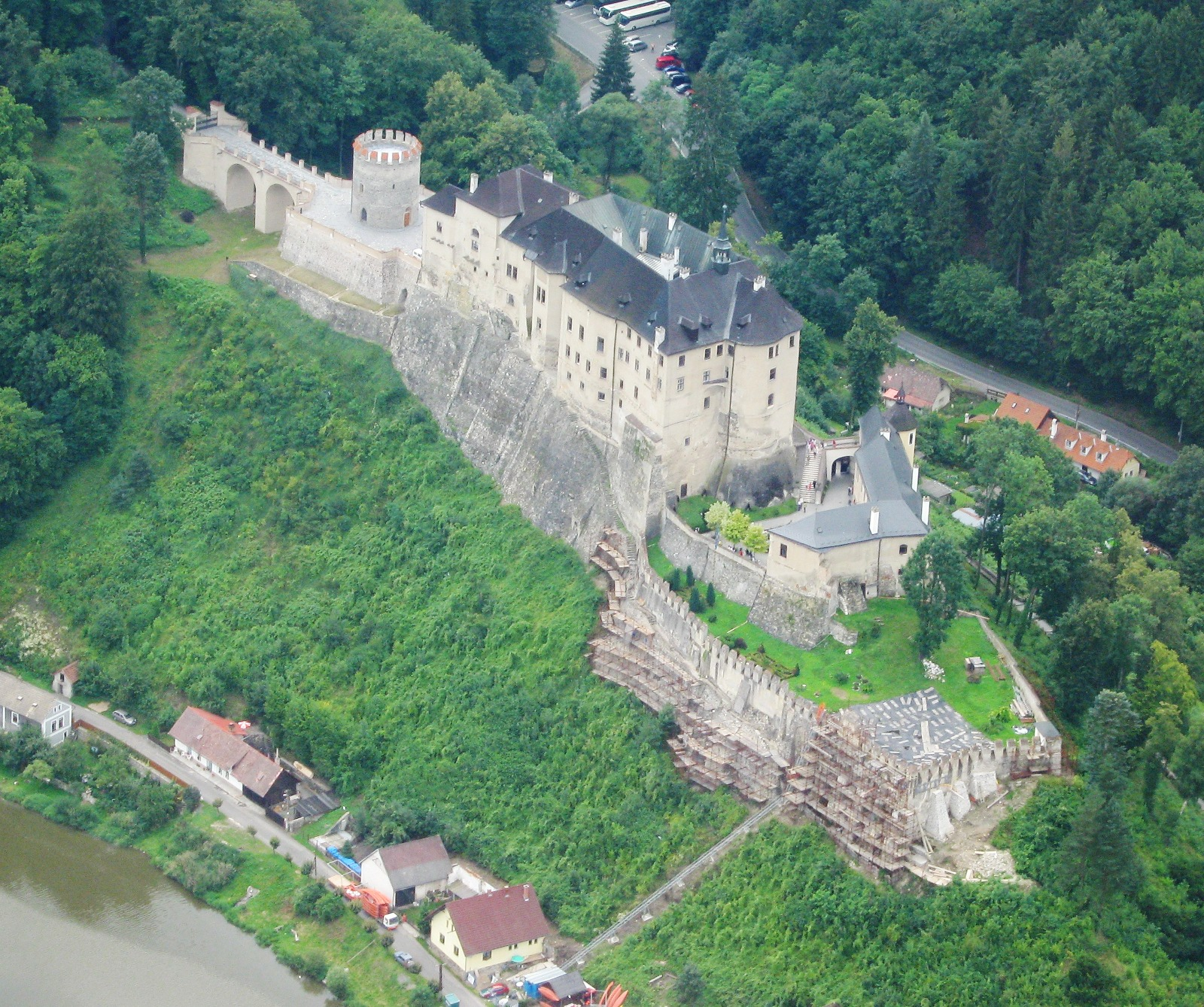
Ansicht von oben
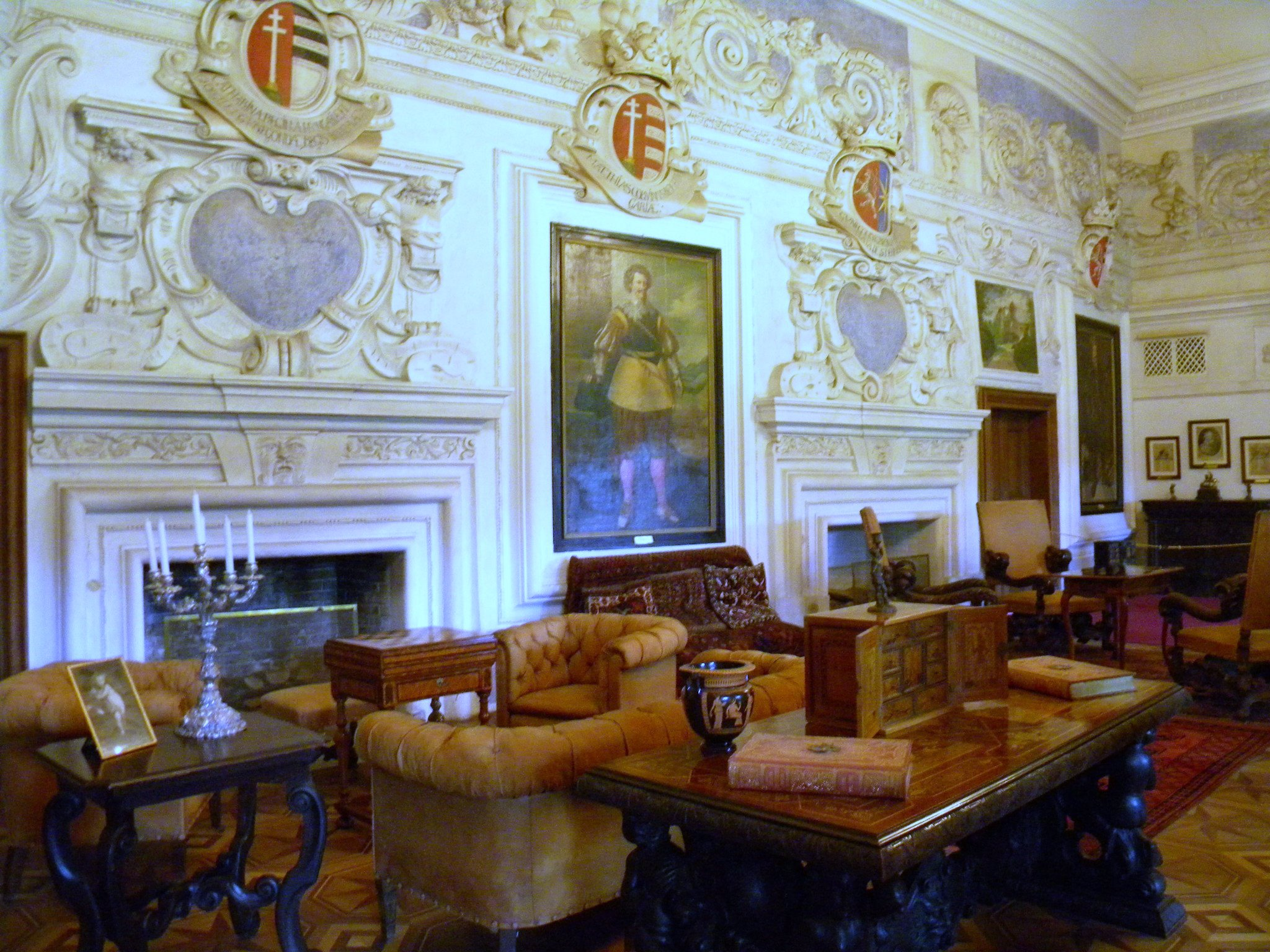
Rittersaal
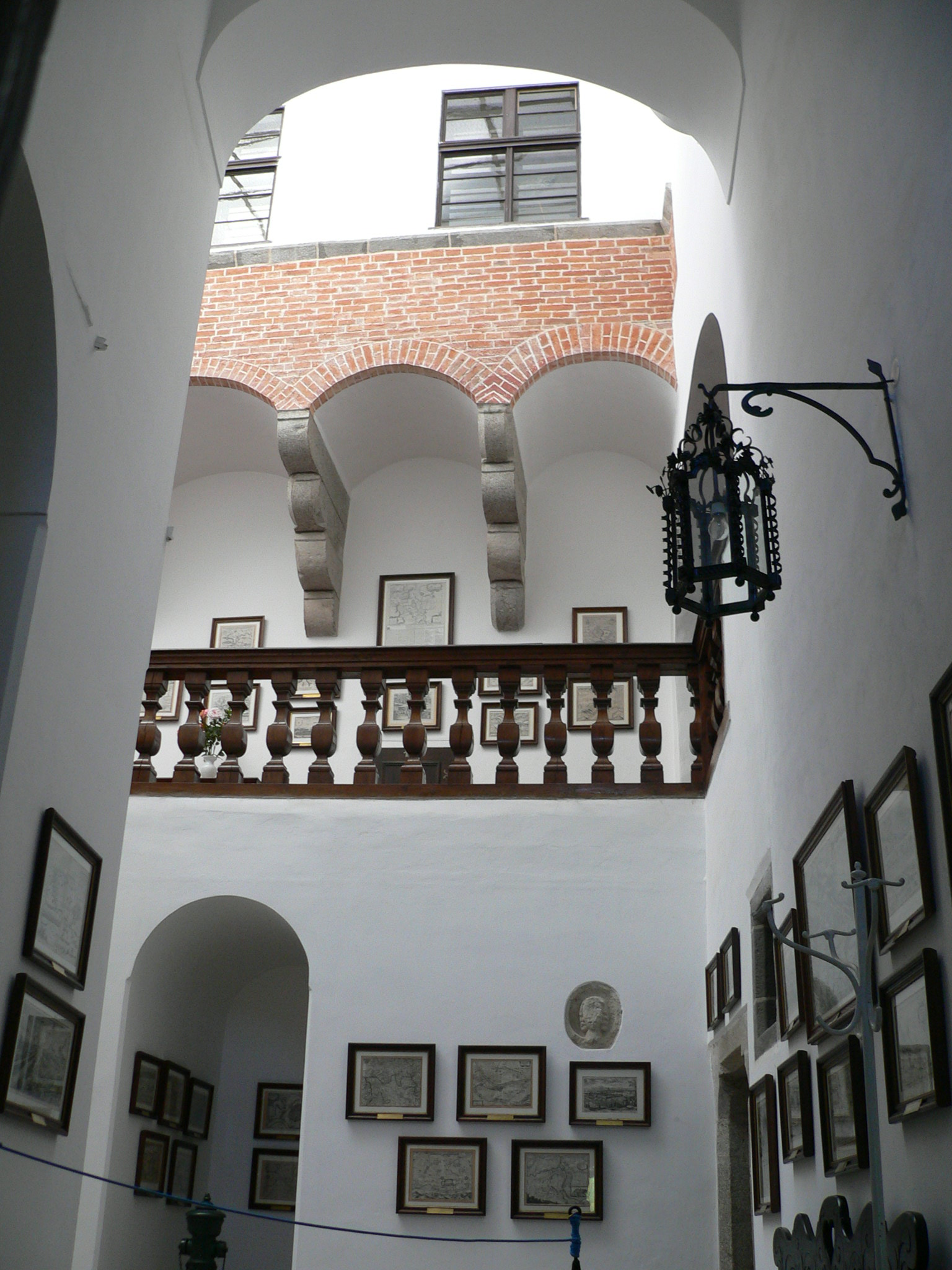
Hof
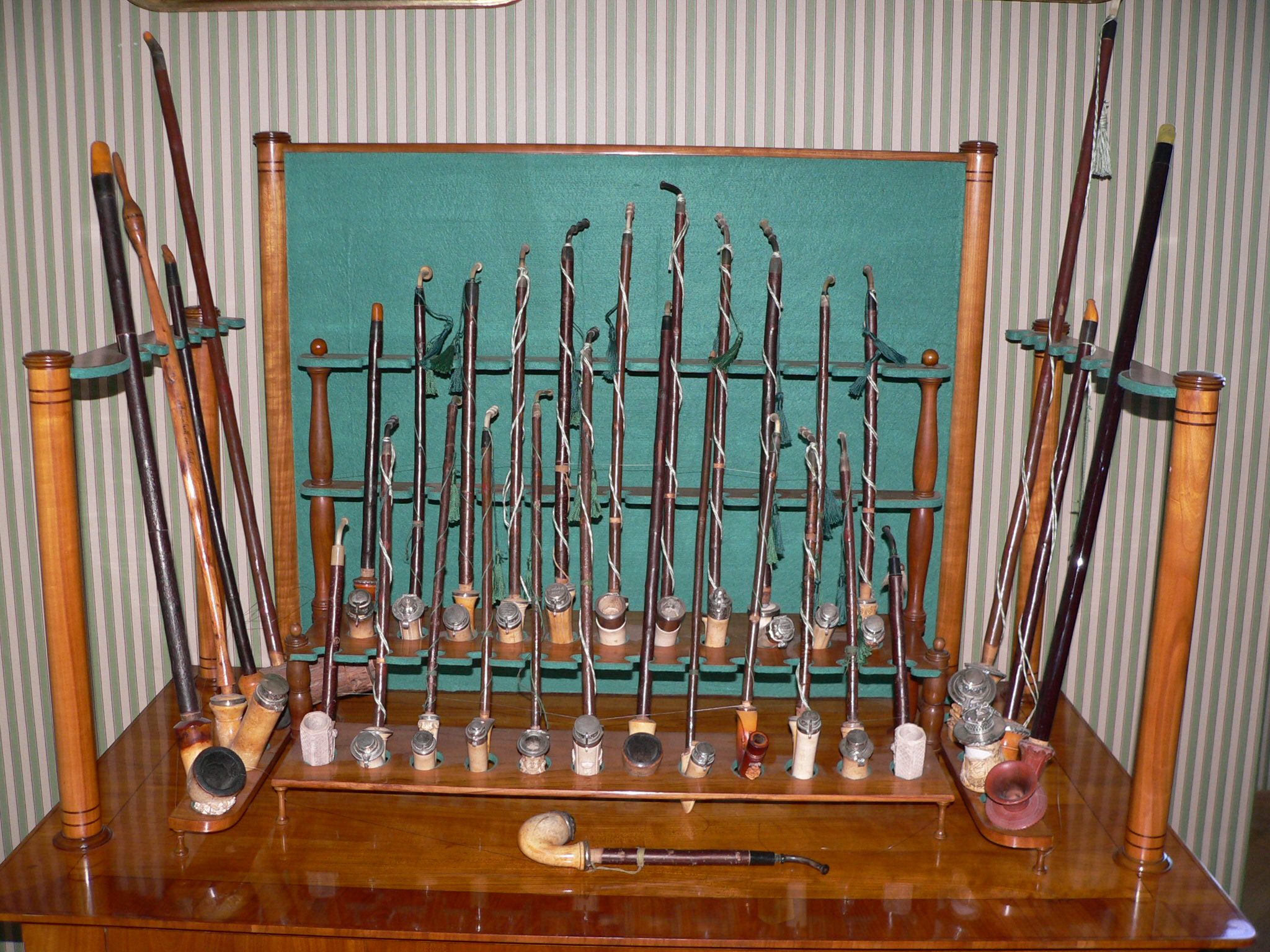
Pfeifensammlung Philipps von Sternberg
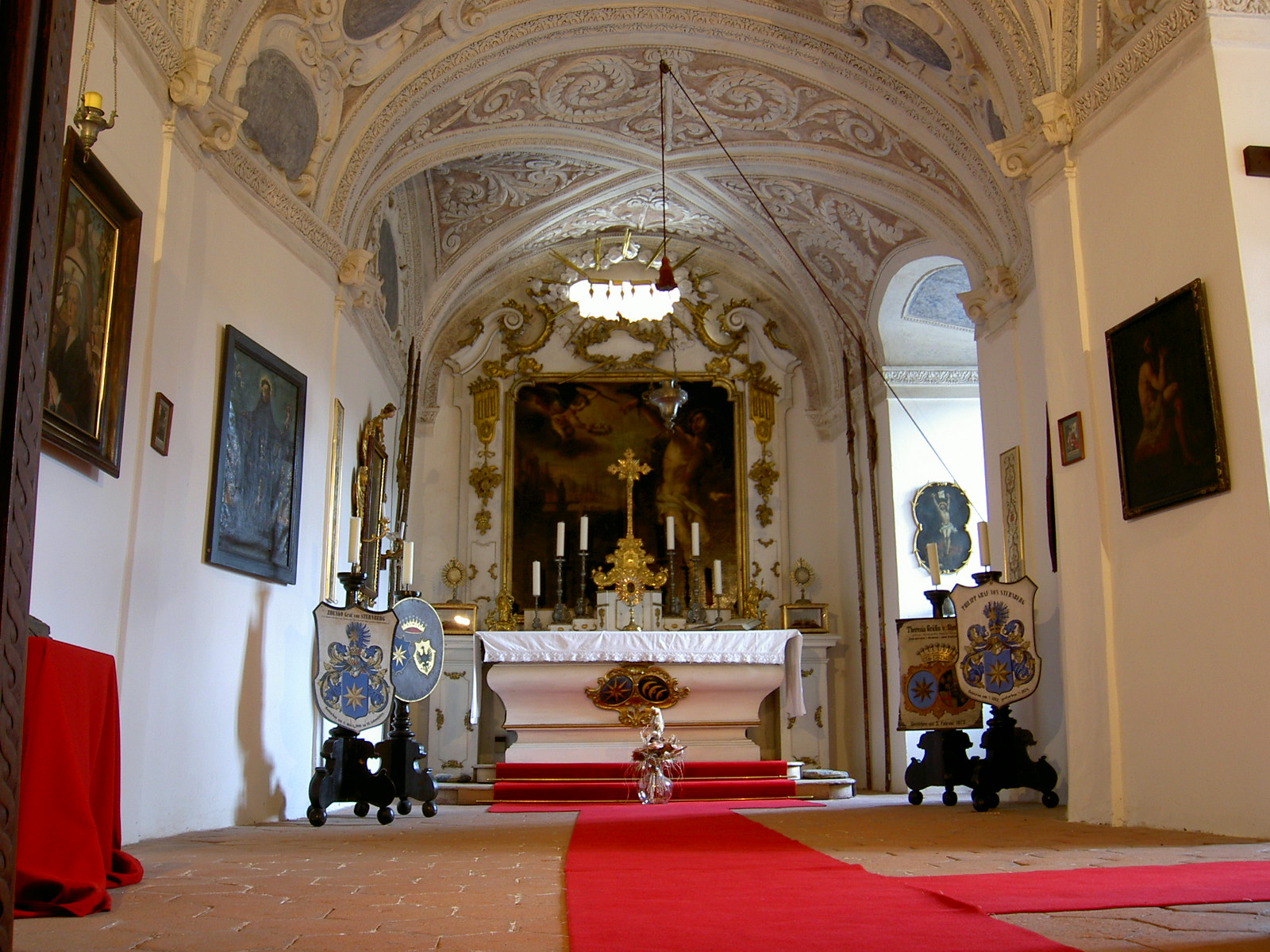
Schlosskapelle